# Código postal paraguayo
El Código Postal Paraguayo permite al Correo Paraguayo ordenar las correspondencias, envíos y paqueterías por los departamentos, distritos y barrios. Con el fin de facilitar la dirección específica, es decir la ubicación georreferenciada de los lugares, el código postal pretende ser de significativa utilidad para las instituciones públicas, hospitales, la Policía Nacional, empresas del sector privado y todas las personas.
Desde junio de 2018, Paraguay cuenta con un nuevo sistema de códigos postales.La Dirección Nacional de Correos del Paraguay (Dinacopa), con apoyo de la entonces Dirección General de Estadística, Encuestas y Censos (DGEEC); hoy INE; es la institución responsable por la creación de los códigos postales paraguayos.

## Código numérico
El nuevo código postal es un conjunto de caracteres numéricos que se compone de seis dígitos. La estructura de dichos códigos está compuesta de la siguiente forma: 
- Los dos primeros dígitos representan a los departamentos;
- El tercero y cuarto dígito corresponden a la ciudad o distrito; y
- Los dos dígitos restantes indican el barrio, localidad, o compañía, dentro del distrito.

| Departamento     | Código postal |
| ---------------- | ------------- |
| Asunción         | 00xxxx        |
| Concepción       | 01xxxx        |
| San Pedro        | 02xxxx        |
| Cordillera       | 03xxxx        |
| Guairá           | 04xxxx        |
| Caaguazú         | 05xxxx        |
| Caazapá          | 06xxxx        |
| Itapúa           | 07xxxx        |
| Misiones         | 08xxxx        |
| Paraguarí        | 09xxxx        |
| Alto Paraná      | 10xxxx        |
| Central          | 11xxxx        |
| Ñeembucú         | 12xxxx        |
| Amambay          | 13xxxx        |
| Canindeyú        | 14xxxx        |
| Presidente Hayes | 15xxxx        |
| Boquerón         | 16xxxx        |
| Alto Paraguay    | 17xxxx        |

### Ejemplo
En Asunción existen 6 distritos con sus respectivos barrios. Tomando al distrito de Santísima Trinidad y su barrio Santa Rosa, se determina que su código postal correspondiente es 001518. 
En el cual:
- "00" corresponde a la ciudad de Asunción.
- "15" al distrito de la Santísima Trinidad.
- "18" al barrio de Santa Rosa.

El Correo Paraguayo invita a todos los interesados para que ingresen al Mapa del Código Postal y poder familiarizarse con los códigos postales de la dirección de su casa o trabajo.